# Carlos Yulo
Carlos Edriel Poquiz Yulo (* 16. února 2000 Manila) je filipínský reprezentant ve sportovní gymnastice a dvojnásobný olympijský vítěz. Je vysoký 151 cm a má přezdívku Caloy. Jeho trenérem je Aldrin Castañeda. Pochází ze sportovní rodiny, jeho mladší bratr Eldrew Yulo je juniorský mistr Asie v přeskoku. Gymnastice se začal věnovat roku 2008 v tréninkovém centru Rizal Memorial Sports Complex. Od roku 2016 se připravoval v Japonsku, kde studoval na Univerzitě Teikjó. 
V roce 2016 se stal juniorským mistrem Pacifického oblouku v přeskoku a prostných a v roce 2017 juniorským mistrem Asie na bradlech. Na mistrovství světa ve sportovní gymnastice v roce 2018 obsadil třetí místo v prostných a získal tak pro Filipíny první gymnastickou medaili. Na MS 2019 vyhrál soutěž v prostných. Na Hrách jihovýchodní Asie v prosinci téhož roku vyhrál víceboj a prostná. Byl nominován na Letní olympijské hry 2020, kde skončil v přeskoku na čtvrtém místě. Časopis Forbes ho zařadil na seznam třiceti asijských osobností mladších třiceti let.
V roce 2021 získal titul mistra světa v přeskoku. Na Hrách jihovýchodní Asie v roce 2022 získal pět zlatých medailí (víceboj, prostná, kruhy, hrazda a přeskok). V květnu 2024 se stal mistrem Asie ve víceboji. Na Letních olympijských hrách 2024 v Paříži obsadil dvanácté místo ve víceboji. Vyhrál pak finále v přeskoku a v prostných a stal se prvním filipínským sportovcem, který získal dvě zlaté olympijské medaile. Po návratu do vlasti byl zahrnut mnoha poctami a získal bydlení, stravování a lékařskou péči zdarma po zbytek života.
V roce 2024 nastoupil službu ve filipínském námořnictvu. 